# Alina Vacariu
Alina Vacariu, född 14 december 1984 i Suceava, är en rumänsk fotomodell. Vacariu utsågs 1998 till Rumäniens ”Model of the Year”, vilket ledde till ett kontrakt hos Elite Model Management. Hon har i huvudsak modellat baddräkter och underkläder.
Hon agerar i reklamfilmen "Roommate Wanted" för Time Warner Cable och gör en cameoroll i independentfilmen Death of a Dynasty (2003).
Alina Vacariu har förekommit på omslaget till flera tidskrifter, däribland Maxim (maj 2003).

### Fotnoter
1. ↑  Maxim Online. (Webbåtkomst 2008-05-19.)